# 殷洪悦
殷 洪悦（은홍열）は、朝鮮氏族の幸州殷氏の始祖である。中国唐出身の八学士の1人であり、850年に新羅へと派遣され、幸州に定着する。殷洪悦は新羅時代に太子太師・寶文閣大提学を務めた。